# 天津科技金融大厦
天津科技金融大厦，又称力神广场，是中华人民共和国天津市滨海高新区华苑产业园区的一座地标式摩天大楼，也是天津市市级科技金融服务平台。天津科技金融大厦主体高度203米，地上36层，地下2层，是华苑产业园区内最高的标志性建筑。

## 区位与交通
天津科技及融大厦，位于天津高新区华苑产业园区梅苑路于开华道交口，距京沪高铁天津南站5公里，毗邻天津地铁三号线华苑站。

## 建筑
天津科技金融大厦由一幢塔楼与三层裙房组成的商务综合体，属于装饰风艺术风格建筑，地上36层，地下2层。

## 入驻机构
- 天津市科技金融综合服务平台（天津市科技金融发展中心、天津市科技金融服务有限公司）
- 新金融家俱乐部
- 天津知识产权交易所
- 建设银行
- 平安银行
- 招商银行
- 国泰君安证券
- 广州证券
- 浦发银行
- 大连银行